# 无孔微孔草
无孔微孔草（学名：Microula efoveolata）是紫草科微孔草属的植物，为中国的特有植物。分布于中国大陆的四川等地，生长于海拔3,400米的地区，一般生长在山坡草地，目前尚未由人工引种栽培。